# Tư vụ
Tư vụ (chữ Hán: 司務, Officer in Charge) là một chức lại viên, tại các tự, bộ, hoặc tỉnh, phủ, coi giữ giấy tờ trong các cơ quan. Thời Nguyễn, Tư vụ còn được đặt trong Tôn nhân phủ với chức là Thừa biện ty Tôn nhân phủ Tư vụ (承辦司宗人府司務,). Tư vụ trong Lục tự và tại Tôn nhân phủ đều trật Chánh thất phẩm.
Thời Nguyễn, tại các nhiệm sở, Tự vụ dưới quyền chức Chủ sự, trên chức Thư lại.